# 4983 Schroeteria
4983 Schroeteria eller 1977 RD7 är en asteroid i huvudbältet som upptäcktes den 11 september 1977 av den rysk-sovjetiske astronomen Nikolaj Tjernych vid Krims astrofysiska observatorium på Krim. Den har fått sitt namn efter den tyske astronomen Johann Hieronymus Schröter.
Asteroiden har en diameter på ungefär 4 kilometer.